# Agustín Edwards Eastman
Agustín Iván Edmundo Edwards Eastman (Parigi, 24 novembre 1927 – Graneros, 24 aprile 2017) è stato un giornalista e editore cileno, una delle persone più ricche del Cile. Quando suo padre morì nel 1956, ereditò la società di giornali della sua famiglia El Mercurio SAP, che pubblica tra gli altri i principali quotidiani nazionali cileni El Mercurio e La Segunda.
È stato descritto come un "barone dei media" ed èeranoto per le sue opinioni di destra. Durante il suo periodo come editore, utilizzò i giornali di El Mercurio SAP per influenzare l'opinione pubblica in Cile e sostenne il colpo di stato del 1973 per spodestare il presidente socialista Salvador Allende.

## Biografia
Nacque a Parigi, in Francia nel 1927, figlio di Agustín Edwards Budge, nipote di Agustin Edwards Mac-Clure della famiglia Edwards, e Mary Elizabeth Eastman Beeche. Edwards studiò alla Heatherdown School di Londra e si diplomò alla Grange School di Santiago. Studiò poi relazioni internazionali all'Università di Princeton, laureandosi con lode nel 1949, e in seguito anche legge all'Università del Cile.

## Carriera
Edwards lavorò come reporter per l'International Herald Tribune a Parigi e per The Times a Londra, dopodiché è tornò in Cile per unirsi a El Mercurio SAP, dove fu impegnato nella sezione internazionale prima di affiancare la direzione. Poco dopo, Edwards fu coinvolto anche in molte delle società di famiglia, tra cui una delle banche più antiche del Cile, il Banco A. Edwards, fondata nel 1867 dal suo trisavolo Agustin Edwards Ossandon, l'uomo più ricco del Cile e fondatore di decine di aziende di successo.
Nel 1956 assunse la proprietà del giornale El Mercurio. Nel 1968 Edwards fu eletto presidente della Società Interamericana della Stampa: tenne l'incarico per un anno solo. Fondò quindi il comitato dell'associazione per la libertà di stampa e commissioni su questioni tecniche e borse di studio. Diventò presidente del Diarios America Group, un'altra organizzazione commerciale.
Il 5 settembre 1970, Edwards incontrò Henry Kissinger, John N. Mitchell e Richard Helms a Washington per richiedere il loro sostegno finanziario nel suo tentativo di fermare Salvador Allende che stava per vincere la presidenza. Documenti di recente declassificati dall'Archivio di Sicurezza Nazionale hanno fornito ulteriori dettagli su questo incontro, il primo e unico incontro conosciuto tra un cileno (civile o militare) e un direttore della CIA statunitense. Secondo questi documenti, durante questo incontro Edwards spinse per un colpo di stato preventivo guidato dagli Stati Uniti per bloccare l'inaugurazione di Allende. Fornì anche alla CIA informazioni cruciali per pianificare il colpo di stato, specificando tra l'altro gli ufficiali delle forze armate e i funzionari governativi che sarebbero stati alleati nell'orchestrarlo. Dopo l'incontro, Edwards rimase a Washington per diversi giorni dove condivise ulteriori informazioni con la CIA e, come suggeriscono le prove, potrebbe aver anche incontrato il presidente Nixon.

Agustín Edwards Eastman (a destra) con il dittatore cileno Augusto Pinochet (per gentile concessione: National Security Archive)

Nei giorni e negli anni successivi al colpo di stato militare dell'11 settembre 1973, i giornali di Edwards pubblicarono notizie false per giustificare il colpo di stato e coprire le violazioni dei diritti umani da parte della dittatura del generale Augusto Pinochet.  Nel 1973, un funzionario della CIA definì la catena di giornali El Mercurio come una delle "parti più militanti dell'opposizione". Solo dopo la pubblicazione del Rapporto Rettig, nel febbraio 1991, che dettagliava i crimini della dittatura di Pinochet, El Mercurio smise di riferirsi alle vittime delle violazioni dei diritti umani come a "prigionieri presumibilmente scomparsi".
Il documentario cileno Agustín's Newspaper (2008), che includeva interviste con John Dinges e dipendenti (anche ex) di Edwards, ha esposto gravi casi di disinformazione nelle pubblicazioni di Edwards dagli anni '60 in poi.  Dopo il rovesciamento della dittatura militare di Pinochet, un certo numero di giornalisti tentarono di far incriminare Edwards per crimini legati alle sue presunte violazioni dell'etica giornalistica e ai pagamenti documentati da parte della Central Intelligence Agency.  In un'intervista a El Mercurio nel 2000, Edwards affermò: "Onestamente penso che cerchiamo sempre semplicemente di denunciare ciò che è accaduto. Tuttavia, potrebbero esserci gravi limitazioni che non possono essere superate in alcun modo". Nell'aprile 2015 è stato espulso dall'Ordine cileno dei giornalisti (Colegio de Periodistas de Chile) per "grave mancanza di etica", a causa del suo ruolo nella cospirazione per rovesciare Allende con l'appoggio del governo degli Stati Uniti, e per la "messa in scena per legittimare la tortura di due giovani durante la visita di Papa Giovanni Paolo II" nel 1987 durante la dittatura di Pinochet.
Morì il 24 aprile 2017 all'età di 89 anni.

## Vita privata

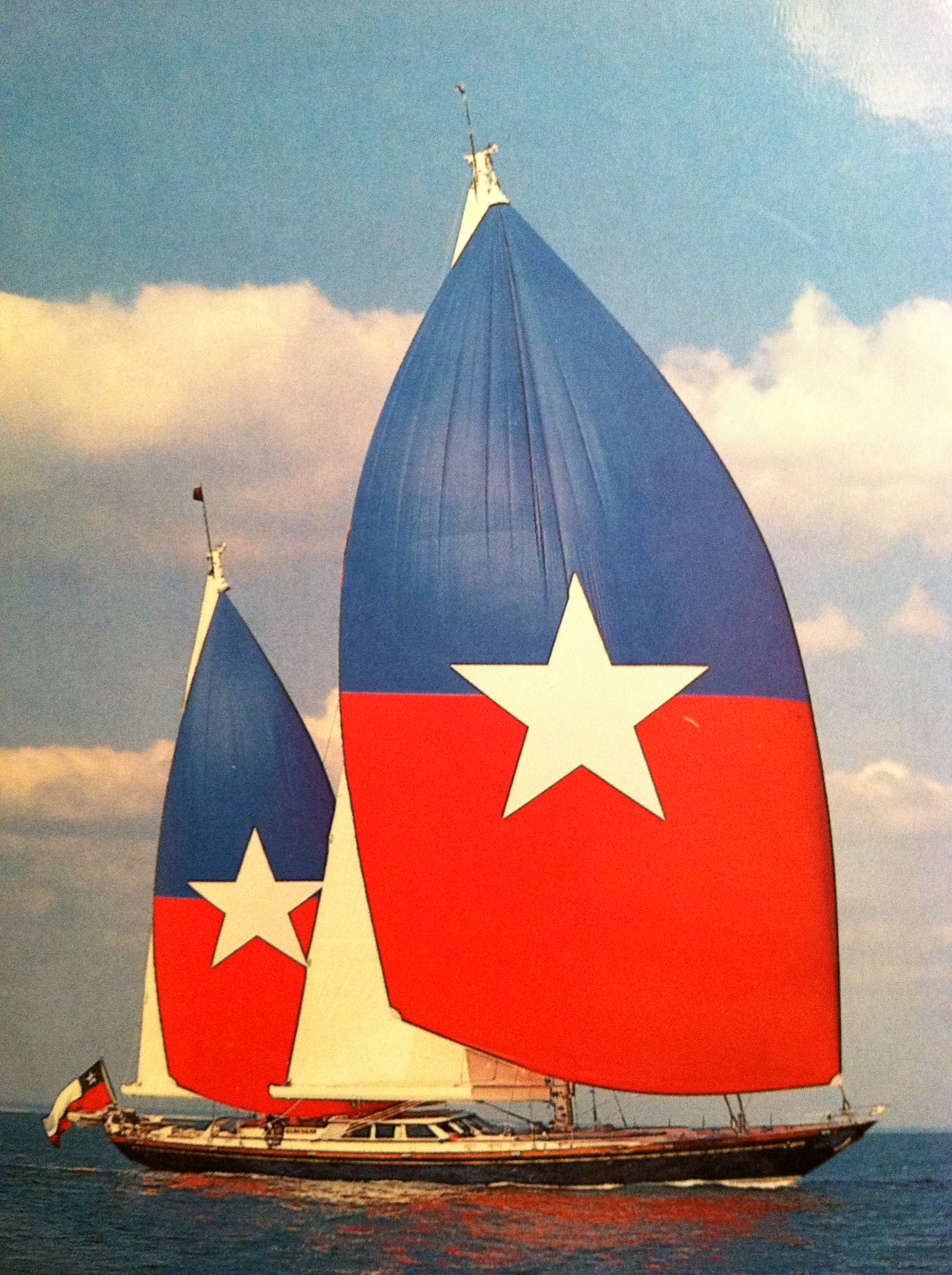
Anakena Superyacht, costruito nel 1994 nel cantiere navale Royal Huisman

Edwards era sposato con María Luisa del Río Fernández e hanno avuto sei figli: Agustín, Isabel, Carolina, Cristián, André e Felipe. Una delle sue sorelle, Sonia, era una sostenitrice di Allende e del Movimento della Sinistra Rivoluzionaria, e i due non si riconciliarono mai completamente prima della sua morte nel 2003.
Edwards è stato un velista appassionato per tutta la vita, avendo posseduto molti yacht durante la sua vita e noto per aver costruito uno dei più celebri "superyacht", chiamato Anakena.
Allo stesso modo, la passione di Agustin Edwards per la paesaggistica e i giardini ha preso vita non solo nelle due isole private di sua proprietà (una nel sud del Cile e un'altra nel Maine), ma anche attraverso la sua collaborazione con il famoso architetto paesaggista Russell Page.

## Filantropia
Edwards è stato attivo in organizzazioni filantropiche. Ha fondato la Fondazione Paz Ciudadana, un'organizzazione della società civile che lotta contro la droga e la criminalità violenta. Tra le altre organizzazioni di cui faceva parte ci sono l'Hogar de Cristo, un'organizzazione no-profit contro la povertà di cui era consigliere, e la Fondazione Claudio Gay, che educa il pubblico sulla flora autoctona del Cile, di cui era presidente, e il País Fondazione digitale. Attraverso la sua amicizia con David Rockefeller Sr., iniziata tramite suo nonno Agustin Edwards Mac-Clure,
Edwards è stato un sostenitore di lunga data e membro di entrambe le iniziative latinoamericane di Rockefeller negli Stati Uniti: The Americas Society e il David Rockefeller Center for Latin American Studies (DRCLAS) presso l'Università di Harvard. È stato anche un sostenitore di musei sia in Cile che negli Stati Uniti, incluso il Museum of Modern Art (MoMA).

## Premi
- Premio Maria Moors Cabot: 1966[16]